# Paços de Gaiolo
Paços de Gaiolo é uma povoação portuguesa do Município de Marco de Canaveses que foi sede da extinta Freguesia de Paços de Gaiolo, freguesia que tinha 7,36 km² de área e 995 habitantes (2011), e, por isso, uma densidade populacional de 135,2 hab/km².
A Freguesia de Paços de Gaiolo foi extinta pela reorganização administrativa de 2013, tendo o seu território sido agregado ao da Freguesia de Penhalonga para criar a Freguesia de Penhalonga e Paços de Gaiolo.

## População
| População da freguesia de Paços de Gaiolo | População da freguesia de Paços de Gaiolo | População da freguesia de Paços de Gaiolo | População da freguesia de Paços de Gaiolo | População da freguesia de Paços de Gaiolo | População da freguesia de Paços de Gaiolo | População da freguesia de Paços de Gaiolo | População da freguesia de Paços de Gaiolo | População da freguesia de Paços de Gaiolo | População da freguesia de Paços de Gaiolo | População da freguesia de Paços de Gaiolo | População da freguesia de Paços de Gaiolo | População da freguesia de Paços de Gaiolo | População da freguesia de Paços de Gaiolo | População da freguesia de Paços de Gaiolo |
| ----------------------------------------- | ----------------------------------------- | ----------------------------------------- | ----------------------------------------- | ----------------------------------------- | ----------------------------------------- | ----------------------------------------- | ----------------------------------------- | ----------------------------------------- | ----------------------------------------- | ----------------------------------------- | ----------------------------------------- | ----------------------------------------- | ----------------------------------------- | ----------------------------------------- |
| 1864                                      | 1878                                      | 1890                                      | 1900                                      | 1911                                      | 1920                                      | 1930                                      | 1940                                      | 1950                                      | 1960                                      | 1970                                      | 1981                                      | 1991                                      | 2001                                      | 2011                                      |
| 1 060                                     | 1 109                                     | 1 260                                     | 1 233                                     | 1 267                                     | 1 329                                     | 1 408                                     | 1 385                                     | 1 451                                     | 1 384                                     | 1 430                                     | 1 390                                     | 1 340                                     | 1 092                                     | 995                                       |

| Distribuição da População por Grupos Etários | Distribuição da População por Grupos Etários | Distribuição da População por Grupos Etários | Distribuição da População por Grupos Etários | Distribuição da População por Grupos Etários | Distribuição da População por Grupos Etários | Distribuição da População por Grupos Etários | Distribuição da População por Grupos Etários | Distribuição da População por Grupos Etários | Distribuição da População por Grupos Etários |
| -------------------------------------------- | -------------------------------------------- | -------------------------------------------- | -------------------------------------------- | -------------------------------------------- | -------------------------------------------- | -------------------------------------------- | -------------------------------------------- | -------------------------------------------- | -------------------------------------------- |
| Ano                                          | 0-14 Anos                                    | 15-24 Anos                                   | 25-64 Anos                                   | > 65 Anos                                    |                                              | 0-14 Anos                                    | 15-24 Anos                                   | 25-64 Anos                                   | > 65 Anos                                    |
| 2001                                         | 212                                          | 162                                          | 559                                          | 159                                          |                                              | 19,4%                                        | 14,8%                                        | 51,2%                                        | 14,6%                                        |
| 2011                                         | 165                                          | 122                                          | 540                                          | 168                                          |                                              | 16,6%                                        | 12,3%                                        | 54,3%                                        | 16,9%                                        |

## Património
- Castro ou "Castelo de Fandinhães"
- Capela da Senhora da Livração de Fandinhães
- Igreja Paroquial de São Clemente